# Allonim
Allonim (gr. állos = inny + ónyma = imię) – rodzaj pseudonimu literackiego. Polega na podpisaniu się przez pisarza nazwiskiem innej, żyjącej w tym samym czasie osoby. Allonimy były stosowane w starożytnej Grecji, gdzie często przypisywano swoje dzieła wybitniejszym artystom.
Przykładem użycia allonimu jest opublikowanie poematu Przedświt przez Zygmunta Krasińskiego pod nazwiskiem przyjaciela, poety i wydawcy - Konstantego Gaszyńskiego, co sam autor sugeruje  w dedykacji
.